# Saison 2010 des Giants de New York
Chronologie
Précédent Suivant
La saison 2010 des Giants de New York est la 86e saison de la franchise au sein de la National Football League. Il s'agit de la 1re saison jouée au MetLife Stadium à East Rutherford dans le New Jersey, la 7e sous la direction de l'entraîneur principal Tom Coughlin.
Les Giants désiraient améliorer leur saison 2009 (8 victoires-8 défaites) et espéraient pouvoir jouer les playoffs auxquels ils n'avaient pas participé la saison précédente. Malheureusement, malgré un bilan meilleur lors de la saison régulière (10-6), ils ne parviendront à nouveau pas à s'y qualifier, la décision tombant lors du dernier match de la saison.
Cette saison 2010 sera dédiée à la mémoire de Bob Sheppard, annonceur officiel lors des matchs des Giants de 1956 à 2005, lequel décède le dimanche 11 juillet 2011.
Le Super Bowl XLV se déroule le 6 février 2011 voit la victoire des Packers de Green Bay 31 à 25 contre les Steelers de Pittsburgh[réf. souhaitée]. Le MVP du Super Bowl est le QB Aaron Rodgers des Packers de Green Bay.
Le MVP de la saison (également meilleur joueur offensif) est le QB Tom Brady des Patriots de la Nouvelle-Angleterre et le meilleur joueur défensif est le Strong Safety Troy Polamalu des Steelers de Pittsburgh.

## Un nouveau stade

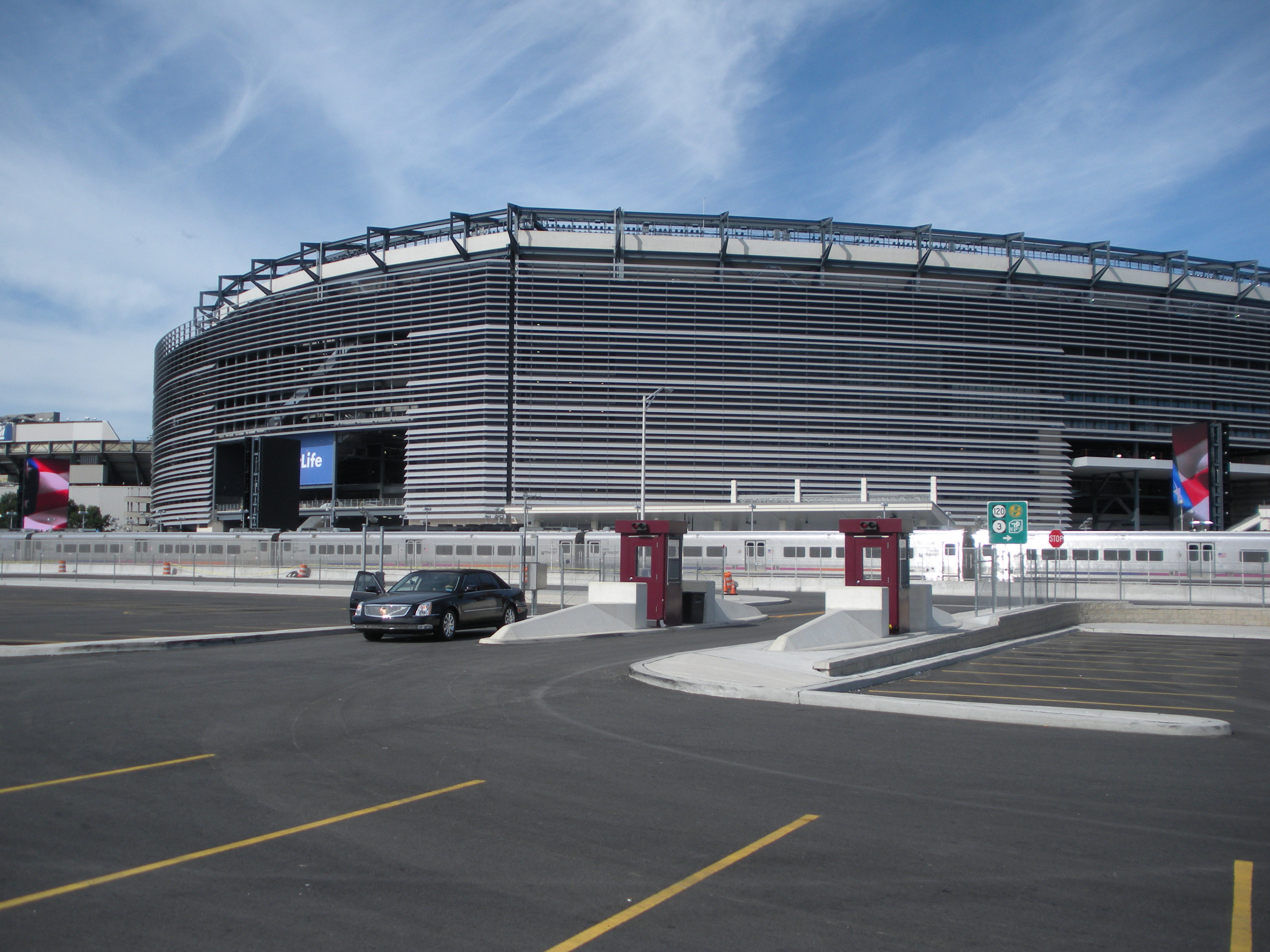
New Meadowlands Stadium

Le New Meadowlands Stadium est inauguré en 2010 et remplace le Giants Stadium. Le 23 aout 2011, il sera renommé le MetLife Stadium à la suite du rachat des droits du nom du stade par la société d'assurance MetLife,,.
Il est situé à quelques centaines de mètres de l'ancien stade dans le complexe sportif de Meadowlands à East Rutherford dans le New Jersey.
Contrairement aux Giants Stadium (dans lequel les Giants étaient le seul locataire de NFL jusqu'à la saison 1984), le nouveau stade hébergera une seconde franchise de NFL, les Jets de New York officiant dans l'AFC. 
Lors de la pré-saison, les deux franchises se rencontrent dans un match inaugural le 16 aout 2010. Trois autres matchs de présaison y seront également joués par la suite, 2 par les  Giants et 1 par les Jets.
Les  Gmen jouent leur premier match de saison régulière en date du 12 septembre 2010 contre les Panthers de la Caroline.
Les Jets jouent leur premier match contre les Ravens de Baltimore la soirée suivante, lors du Monday Night Football du lundi 13 septembre 2010.

## Free Agency
|  | Giants ayant re-signé |

| Postes | Joueurs          | Statut | Équipe en 2009                     | Notes et références |
| ------ | ---------------- | ------ | ---------------------------------- | ------------------- |
| S      | Vince Anderson   | Libéré |                                    | 21 juin 2010        |
| P      | Jy Bond          | Libéré | Hartford Colonials (UFL)           | 21 juin 2010        |
| OG/OT  | Kevin Boothe     | RFA    | Giants de New York                 | 1er avril 2010      |
| TE     | Carson Butler    | Libéré | Patriots de la Nouvelle-Angleterre | 21 juin 2010        |
| S      | C. C. Brown      | RFA    | Lions de Détroit                   | 10 mai 2010         |
| DT     | Anthony Bryant   | Libéré | Redskins de Washington             | 22 avril 2010       |
| LB     | Lee Campbell     | Libéré |                                    | 21 juin 2010        |
| QB     | David Carr       | UFA    | 49ers de San Francisco             | 7 mars 2010         |
| TE     | Scott Chandler   | ERFA   | Giants de New York                 | 16 mars 2010        |
| LB     | Danny Clark      | UFA    | Texans de Houston                  | 11 mai 2010         |
| DT     | Barry Cofield    | RFA    | Giants de New York                 | 14 mai 2010         |
| CB     | Kevin Dockery    | RFA    | Rams de Saint-Louis                | 22 mars 2010        |
| P      | Jeff Feagles     | UFA    | Giants de New York                 | 1er avril 2010      |
| CB     | Londen Fryar     | Libéré |                                    |                     |
| WR     | Derek Hagan      | RFA    | Giants de New York                 | 10 mai 2010         |
| WR     | Domenik Hixon    | RFA    | Giants de New York                 | 16 avril 2010       |
| CB     | D. J. Johnson    | ERFA   | Giants de New York                 | 16 avril 2010       |
| TE     | Darcy Johnson    | RFA    | Rams de Saint-Louis                | 22 mars 2010        |
| LB     | Micah Johnson    | Libéré |                                    | 21 juin 2010        |
| WR     | Sinorice Moss    | RFA    | Giants de New York                 | 14 avril 2010       |
| LB     | Antonio Pierce   | Libéré | 11 février 2010                    | A pris sa retraite  |
| DT     | Fred Robbins     | UFA    | Rams de Saint-Louis                | 8 mars 2010         |
| S      | Aaron Rouse      | Libéré | Omaha Nighthawks (UFL)             | 6 mars 2010         |
| K      | Sam Swank        | Libéré |                                    |                     |
| DE     | Dave Tollefson   | RFA    | Giants de New York                 | 24 mars 2010        |
| RB     | DJ Ware          | ERFA   | Giants de New York                 | 15 mars 2010        |
| OT     | Guy Whimper      | RFA    | Giants de New York                 | 12 avril 2010       |
| LB     | Gerris Wilkinson | RFA    | Giants de New York                 | 28 avril 2010       |

## Draft 2010
| Tour | Sélection | Joueur            | Postes           | Universités    |
| ---- | --------- | ----------------- | ---------------- | -------------- |
| 1    | 15        | Jason Pierre-Paul | Defensive End    | South Florida  |
| 2    | 6         | Linval Joseph     | Defensive Tackle | East Carolina  |
| 3    | 76        | Chad Jones        | Savety           | Tigers de LSU  |
| 4    | 115       | Phillip Dillard   | Linebacker       | Nebraska       |
| 5    | 147       | Mitch Petrus      | Offensive Guard  | Arkansas       |
| 6    | 184       | Adrian Tracy      | Linebacker       | William & Mary |
| 7    | 221       | Matt Dodge        | Punter           | East Carolina  |

## Undrafted Free Agency
Après la Draft de 2010, les Giants de New York signent les 12 joueurs suivants ayant le statut d' undrafted free agent :
| - WR Duke Calhoun (Tigers de Memphis) - DT Nate Collins (Cavaliers de la Virginie) - DE Ayanga Okpokowuruk (Blue Devils de Duke) - C Jim Cordle (Buckeyes d'Ohio State) - TE Jake Ballard (Buckeyes d'Ohio State) - S Michael Greco (Knights d'UCF) | - WR Victor Cruz (Minutemen du Massachusetts) - OT Dennis Landolt (Nittany Lions de Penn State) - QB Dominic Randolph (Crusaders de Holy Cross) - WR Tim Brown (Scarlet Knights de Rutgers) - LB Lee Campbell (Golden Gophers du Minnesota) - CB Seth Williams (Spiders de Richmond) |

## Les résultats

### L'avant saison
Le programme de la franchise a été annoncé le 31 mars 2010. Les dates et heures exactes des matchs furent annoncés le 20 avril 2010 en même temps que le programme de la saison régulière.
| Semaines                                          | Dates       | Heures         | Adversaires          | Résultats | Résultats    | Lieux                   | TVs  | NFL.com résumés |
| Semaines                                          | Dates       | Heures         | Adversaires          | Scores    | Statistiques | Lieux                   | TVs  | NFL.com résumés |
| ------------------------------------------------- | ----------- | -------------- | -------------------- | --------- | ------------ | ----------------------- | ---- | --------------- |
| 1                                                 | 16 août     | 08.00 p.m. EDT | @ New York Jets      | G 31-16   | 1-0          | New Meadowlands Stadium | -    | Resumé          |
| 2                                                 | 21 août     | 07.00 p.m. EDT | Pittsburgh Steelers  | p 17-24   | 1-1          | New Meadowlands Stadium | WNBC | Résumé          |
| 3                                                 | 28 août     | 07.30 p.m. EDT | @ Baltimore Ravens   | P 10-24   | 1-2          | M&T Bank Stadium        | WNBC | Résumé          |
| 4                                                 | 2 septembre | 07.00 p.m. EDT | New England Patriots | G 20-17   | 2-2          | New Meadowlands Stadium | -    | Résumé          |
| Bilan de l'avant-saison : 2 victoires, 2 défaites |             |                |                      |           |              |                         |      |                 |

- EDT = Heures en Zone North American Eastern Time

### La saison régulière
Le programme 2010 des Giants de New York a été publié le 20 avril 2010.
| Saison Régulière 2010                                                                 |              |                       |           |                |              |                         |                 |
| Sem.                                                                                  | Dates        | Matchs                | Résultats | Stat. Division | Stat. Global | Stades                  | Résumés NFL.Com |
| 1                                                                                     | 12 septembre | Carolina Panthers     | G 31–18   | 0–0            | 1-0          | New Meadowlands Stadium | Résumé          |
| 2                                                                                     | 19 septembre | @ Indianapolis Colts  | P 14–38   | 0-0            | 1-1          | Lucas Oil Stadium       | Résumé          |
| 3                                                                                     | 26 septembre | Tennessee Titans      | P 10–29   | 0-0            | 1-2          | New Meadowlands Stadium | Résumé          |
| 4                                                                                     | 3 octobre    | Chicago Bears         | G 17–3    | 0-0            | 2–2          | New Meadowlands Stadium | Résumé          |
| 5                                                                                     | 10 octobre   | @ Houston Texans      | G 34–10   | 0-0            | 3–2          | Reliant Stadium         | Résumé          |
| 6                                                                                     | 17 octobre   | Detroit Lions         | G 28–20   | 0-0            | 4–2          | New Meadowlands Stadium | Résumé          |
| 7                                                                                     | 25 octobre   | @ Dallas Cowboys      | G 41–35   | 1-0            | 5–2          | Cowboys Stadium         | Résumé          |
| 8                                                                                     | 1er novembre | BYE                   | BYE       | BYE            | BYE          | BYE                     | BYE             |
| 9                                                                                     | 7 novembre   | @ Seattle Seahawks    | G 41–7    | 1-0            | 6–2          | Qwest Field             | Résumé          |
| 10                                                                                    | 14 novembre  | Dallas Cowboys        | P 20–33   | 1-1            | 6–3          | New Meadowlands Stadium | Résumé          |
| 11                                                                                    | 21 novembre  | @ Philadelphia Eagles | P 17–27   | 1-2            | 6–4          | Lincoln Financial Field | Résumé          |
| 12                                                                                    | 28 novembre  | Jacksonville Jaguars  | G 24–20   | 1-2            | 7–4          | New Meadowlands Stadium | Résumé          |
| 13                                                                                    | 5 décembre   | Washington Redskins   | G 31–7    | 2-2            | 8–4          | New Meadowlands Stadium | Résumé          |
| 14                                                                                    | 13 décembre~ | @ Minnesota Vikings   | G 21–3    | 2-2            | 9–4          | Ford Field~             | Résumé          |
| 15                                                                                    | 19 décembre  | Philadelphia Eagles   | P 31–38   | 2-3            | 9–5          | New Meadowlands Stadium | Résumé          |
| 16                                                                                    | 26 décembre  | @ Green Bay Packers   | P 17–45   | 2-3            | 9–6          | Lambeau Field           | Résumé          |
| 17                                                                                    | 2 janvier    | @ Washington Redskins | P 17–14   | 3-3            | 10–6         | FedEx Field             | Résumé          |
| Bilan de la saison : 10 victoires, 6 défaites, 0 nuls, non qualifié pour les playoffs |              |                       |           |                |              |                         |                 |

~ À la suite des mauvaises conditions météorologiques et de l'effondrement du toit du Hubert H. Humphrey Metrodome de Minneapolis, le match qui devait avoir lieu le 12 décembre a été déplacé au 13 décembre Ford Field de Detroit.

## Les Play-offs
Les Giants de New York ne sont pas qualifiés.

## Résumés des matchs
| Semaine 1 : Carolina Panthers @ New York Giants                          |   |    |    |   |       |
| Lieu : New Meadowlands Stadium, East Rutherford, New Jersey              |   |    |    |   |       |
| Date : 12 septembre, 01:00 p.m. EDT (heure locale)                       |   |    |    |   |       |
| Conditions météo : 64 °F (18 °C), fine pluie                             |   |    |    |   |       |
| Assistance : 77 245 spectateurs                                          |   |    |    |   |       |
| Arbitre : Jerome Boger                                                   |   |    |    |   |       |
| Lien pour résumé complet du match : Résumé vidéo NFL.Com Fiche technique |   |    |    |   |       |
| Quart-temps                                                              | 1 | 2  | 3  | 4 | Total |
| Carolina Panthers                                                        | 3 | 13 | 0  | 2 | 18    |
| New York Giants                                                          | 7 | 7  | 10 | 7 | 31    |

| Semaine 2 : New York Giants @ Indianapolis Colts         |   |    |   |   |       |
| Lieu : Lucas Oil Stadium, Indianapolis, Indiana          |   |    |   |   |       |
| Date : 19 septembre, 08:20 PM EDT (heure locale)         |   |    |   |   |       |
| Conditions météo : 74 °F (23 °C), ciel clair             |   |    |   |   |       |
| Assistance : 67 275 spectateurs                          |   |    |   |   |       |
| Arbitre : Bill Leavy                                     |   |    |   |   |       |
| Lien pour résumé complet du match : Résumé vidéo NFL.Com |   |    |   |   |       |
| Quart-temps                                              | 1 | 2  | 3 | 4 | Total |
| New York Giants                                          | 0 | 0  | 7 | 7 | 14    |
| Indianapolis Colts                                       | 7 | 17 | 7 | 7 | 38    |

| Semaine 3 : Tennessee Titans @ New York Giants                           |   |    |   |    |       |
| Lieu : New Meadowlands Stadium, East Rutherford, New Jersey              |   |    |   |    |       |
| Date : 26 septembre, 12:00 p.m. CDT (heure locale)                       |   |    |   |    |       |
| Conditions météo : 70 °F (21 °C), nuageux                                |   |    |   |    |       |
| Assistance : 79 386 spectateurs                                          |   |    |   |    |       |
| Arbitre : Tony Corrente                                                  |   |    |   |    |       |
| Lien pour résumé complet du match : Résumé vidéo NFL.Com Fiche technique |   |    |   |    |       |
| Quart-temps                                                              | 1 | 2  | 3 | 4  | Total |
| Tennessee Titans                                                         | 3 | 7  | 9 | 10 | 29    |
| New York Giants                                                          | 0 | 10 | 0 | 0  | 10    |

| Semaine 4 : Chicago Bears @ New York Giants                              |   |   |   |   |       |
| Lieu : New Meadowlands Stadium, East Rutherford, New Jersey              |   |   |   |   |       |
| Date : 3 octobre, 08:20 p.m. EDT (heure locale)                          |   |   |   |   |       |
| Conditions météo : 59 °F (15 °C), averses éparses                        |   |   |   |   |       |
| Assistance : 77 716                                                      |   |   |   |   |       |
| Arbitre : Carl Cheffers                                                  |   |   |   |   |       |
| Lien pour résumé complet du match : Résumé vidéo NFL.Com Fiche technique |   |   |   |   |       |
| Quart-temps                                                              | 1 | 2 | 3 | 4 | Total |
| Chicago Bears                                                            | 0 | 0 | 0 | 3 | 3     |
| New York Giants                                                          | 3 | 0 | 7 | 7 | 17    |

| Semaine 5 : New York Giants @ Houston Texans             |    |    |   |   |       |
| Lieu : Reliant Stadium, Houston, Texas                   |    |    |   |   |       |
| Date : 10 octobre, 12:00 p.m. CDT (heure locale)         |    |    |   |   |       |
| Conditions météo : stade fermé (indoors)                 |    |    |   |   |       |
| Assistance : 771 110                                     |    |    |   |   |       |
| Arbitre : Walt Coleman                                   |    |    |   |   |       |
| Lien pour résumé complet du match : Résumé vidéo NFL.Com |    |    |   |   |       |
| Quart-temps                                              | 1  | 2  | 3 | 4 | Total |
| New York Giants                                          | 14 | 10 | 3 | 7 | 31    |
| Houston Texans                                           | 0  | 3  | 7 | 0 | 10    |

| Semaine 6 : Detroit Lions @ New York Giants                             |   |   |   |    |       |
| Lieu : New Meadowlands Stadium, East Rutherford, New Jersey             |   |   |   |    |       |
| Date : 17 octobre, 01:00 p.m. EDT (heure locale)                        |   |   |   |    |       |
| Conditions météo : 63 °F (17 °C), ensoleillé                            |   |   |   |    |       |
| Assistance : 78 341                                                     |   |   |   |    |       |
| Arbitre : Jeff Triplette                                                |   |   |   |    |       |
| Lien pour résumé complet du match : Résumé vidéo NFL.ComFiche technique |   |   |   |    |       |
| Quart-temps                                                             | 1 | 2 | 3 | 4  | Total |
| Detroit Lions                                                           | 7 | 3 | 0 | 10 | 20    |
| New York Giants                                                         | 7 | 7 | 7 | 7  | 28    |

| Semaine 7 : New York Giants @ Dallas Cowboys                  |    |    |    |    |       |
| Lieu : Cowboys Stadium, Arlington, Texas                      |    |    |    |    |       |
| Date : 25 octobre, 08:30 PM EDT (07:30 PM CDT) (heure locale) |    |    |    |    |       |
| Conditions météo : Stade fermé (indoors)                      |    |    |    |    |       |
| Assistance : 91 375                                           |    |    |    |    |       |
| Arbitre : John Parry                                          |    |    |    |    |       |
| Lien pour résumé complet du match : Résumé vidé NFL.Com       |    |    |    |    |       |
| Quart-temps                                                   | 1  | 2  | 3  | 4  | Total |
| New York Giants                                               | 7  | 17 | 14 | 3  | 41    |
| Dallas Cowboys                                                | 10 | 10 | 0  | 15 | 35    |

| Semaine 8 : Bye Week                  |
| Lieu : -                              |
| Date : 1er novembre                   |
| Conditions météo : -                  |
| Assistance : -                        |
| Arbitre : -                           |
| Lien pour résumé complet du match : - |

| Semaine 9 :                                                               |    |    |   |   |       |
| Lieu : Qwest Field, Seattle, Washington                                   |    |    |   |   |       |
| Date : 7 novembre, 04:05 p.m. EST (heures locales)                        |    |    |   |   |       |
| Conditions météo : 55 °F (13 °C), ensoleillé la plupart du match          |    |    |   |   |       |
| Assistance : 67 287                                                       |    |    |   |   |       |
| Arbitre : Pete Morelli                                                    |    |    |   |   |       |
| Lien pour résumé complet du match : Résumé vidéo NFL.Com, Fiche technique |    |    |   |   |       |
| Quart-temps                                                               | 1  | 2  | 3 | 4 | Total |
| New York Giants                                                           | 21 | 14 | 6 | 0 | 40    |
| Seattle Seahawks                                                          | 0  | 0  | 0 | 7 | 7     |

| Semaine 10 : Dallas Cowboys @ New York Giants                    |   |    |    |   |       |
| Lieu : New Meadowlands Stadium, East Rutherford, New Jersey      |   |    |    |   |       |
| Date : 14 novembre, 04:15 PM EST (03:15 PM CST) (heures locales) |   |    |    |   |       |
| Conditions météo : 60 °F (16 °C), ciel clair                     |   |    |    |   |       |
| Assistance : 80,851                                              |   |    |    |   |       |
| Arbitre : Bill Leavy                                             |   |    |    |   |       |
| Lien pour résumé complet du match : Résumé vidéo NFL.Com         |   |    |    |   |       |
| Quart-temps                                                      | 1 | 2  | 3  | 4 | Total |
| Dallas Cowboys                                                   | 6 | 13 | 14 | 0 | 33    |
| New York Giants                                                  | 3 | 3  | 14 | 0 | 20    |

| Semaine 11 : New York Giants @ Philadelphia Eagles                        |   |   |   |    |       |
| Lieu : Lincoln Financial Field, Philadelphie, Pennsylvanie                |   |   |   |    |       |
| Date : 21 novembre, 08:20 p.m. EST (heure locale)                         |   |   |   |    |       |
| Conditions météo : 45 °F (7 °C), nuageux                                  |   |   |   |    |       |
| Assistance : 69 144                                                       |   |   |   |    |       |
| Arbitre : Ron Winter                                                      |   |   |   |    |       |
| Lien pour résumé complet du match : Résumé vidéo NFL.Com, Fiche technique |   |   |   |    |       |
| Quart-temps                                                               | 1 | 2 | 3 | 4  | Total |
| New York Giants                                                           | 0 | 3 | 7 | 7  | 17    |
| Philadelphia Eagles                                                       | 7 | 6 | 3 | 11 | 27    |

| Semaine 12 : Jacksonville Jaguars @ New York Giants         |   |    |   |    |       |
| Lieu : New Meadowlands Stadium, East Rutherford, New Jersey |   |    |   |    |       |
| Date : 28 novembre, 01:00 p.m. EST (heure locale)           |   |    |   |    |       |
| Conditions météo : 43 °F (6 °C), ensoleillé                 |   |    |   |    |       |
| Assistance : 78 533                                         |   |    |   |    |       |
| Arbitre : Terry McAulay                                     |   |    |   |    |       |
| Lien pour résumé complet du match : Résumé vidéo NFL.Com    |   |    |   |    |       |
| Quart-temps                                                 | 1 | 2  | 3 | 4  | Total |
| Jacksonville Jaguars                                        | 7 | 10 | 0 | 3  | 20    |
| New York Giants                                             | 3 | 3  | 3 | 15 | 24    |

| Semaine 13 : Washington Redskins @ New York Giants                        |    |   |   |   |       |
| Lieu : New Meadowlands Stadium, East Rutherford, New Jersey               |    |   |   |   |       |
| Date : 5 décembre, 1:00 p.m. EST (heure locale)                           |    |   |   |   |       |
| Conditions météo : 33 °F (1 °C), largement nuageux                        |    |   |   |   |       |
| Assistance : 78 861                                                       |    |   |   |   |       |
| Arbitre : Walt Coleman                                                    |    |   |   |   |       |
| Lien pour résumé complet du match : Résumé vidéo NFL.Com, Fiche technique |    |   |   |   |       |
| Quart-temps                                                               | 1  | 2 | 3 | 4 | Total |
| Washington Redskins                                                       | 0  | 0 | 7 | 0 | 7     |
| New York Giants                                                           | 14 | 7 | 7 | 3 | 31    |

| Semaine 14 : New York Giants @ Minnesota Vikings                         |   |    |   |   |       |
| Lieu : déplacé au Hubert H. Humphrey Metrodome, Minneapolis, Minnesota   |   |    |   |   |       |
| Date : 13 décembre, 07:20 p.m. EST (heure locale)                        |   |    |   |   |       |
| Conditions météo : stade fermé (indoors)                                 |   |    |   |   |       |
| Assistance : 45 910                                                      |   |    |   |   |       |
| Arbitre : Jeff Triplette                                                 |   |    |   |   |       |
| Lien pour résumé complet du match : Résumé vidé NFL.Com, Fiche technique |   |    |   |   |       |
| Quart-temps                                                              | 1 | 2  | 3 | 4 | Total |
| New York Giants                                                          | 0 | 14 | 7 | 0 | 21    |
| Minnesota Vikings                                                        | 3 | 0  | 0 | 0 | 3     |

| Semaine 15 : Philadelphia Eagles @ New York Giants                                                    |   |    |   |    |       |
| Lieu : New Meadowlands Stadium, East Rutherford, New Jersey                                           |   |    |   |    |       |
| Date : 19 décembre, 01:00 p.m. EST(heure locale)                                                      |   |    |   |    |       |
| Conditions météo : 33 °F (1 °C), partiellement nuageux                                                |   |    |   |    |       |
| Assistance : 81 223                                                                                   |   |    |   |    |       |
| Arbitre : John Parry                                                                                  |   |    |   |    |       |
| Lien pour résumé complet du match : Résumé vidéo NFL.Com, Fiche technique, Phases importantes Gameday |   |    |   |    |       |
| Quart-temps                                                                                           | 1 | 2  | 3 | 4  | Total |
| Philadelphia Eagles                                                                                   | 0 | 3  | 7 | 28 | 38    |
| New York Giants                                                                                       | 7 | 17 | 0 | 7  | 31    |

| Semaine 16 : New York Giants @ Green Bay Packers         |    |    |    |    |       |
| Lieu : Lambeau Field, Green Bay, Wisconsin               |    |    |    |    |       |
| Date : 26 décembre, 04:15 p.m. EST (heure locale)        |    |    |    |    |       |
| Conditions météo : 25 °F (−4 °C), partiellement nuageux  |    |    |    |    |       |
| Assistance : 70 649                                      |    |    |    |    |       |
| Arbitre : Walt Anderson                                  |    |    |    |    |       |
| Lien pour résumé complet du match : Résumé vidéo NFL.Com |    |    |    |    |       |
| Quart-temps                                              | 1  | 2  | 3  | 4  | Total |
| New York Giants                                          | 0  | 14 | 3  | 0  | 17    |
| Green Bay Packers                                        | 14 | 7  | 10 | 14 | 45    |

| Semaine 17 : New York Giants @ Washington Redskins       |   |   |   |   |       |
| Lieu : FedEx Field, Landover, Maryland                   |   |   |   |   |       |
| Date : 2 janvier 2011, 04:15 p.m. EST (heure locale)     |   |   |   |   |       |
| Conditions météo : 37 °F (3 °C), pluie                   |   |   |   |   |       |
| Assistance : 76 189                                      |   |   |   |   |       |
| Arbitre : Scott Green                                    |   |   |   |   |       |
| Lien pour résumé complet du match : Résumé vidéo NFL.Com |   |   |   |   |       |
| Quart-temps                                              | 1 | 2 | 3 | 4 | Total |
| New York Giants                                          | 3 | 7 | 7 | 0 | 17    |
| Washington Redskins                                      | 0 | 7 | 0 | 7 | 14    |

## Analyse de la saison 2010
Pour la 3e année consécutive, la saison des Giants de New York se termine mal (c-à-dire sans qualification pour les playoffs).
Les Gmen étaient censés avoir l’un des calendriers les plus difficiles de la ligue mais au fil des semaines ce calendrier avait semblé se révéler de plus en plus facile. Fin de saison, tout le monde a pu se rendre compte qu’en fait Big Blue avait le 4e planning le plus facile de la ligue. Et pourtant, ils ont à nouveau échoué aux portes des playoffs.
La saison commençait mal (1 victoire, 2 défaites). On parlait déjà de se débarrasser de Tom Coughlin, de changer le QB, de signer untel ou untel, etc. Bref, un scénario identique à celui de 2007.
Et puis, comme par magie, les Gmen se sont réveillés alignant 9 sacks en une mi-temps, réalisant des scores fleuves, battant un rival ayant eu beaucoup d'éloges pendant l’intersaison… Un scénario déjà vécu en 2007.
Malheureusement, les difficultés refont à nouveau surface en décembre. Bien qu'ayant une avance de 21 points sur les Eagles, l’équipe trouve le moyen de tout perdre en 8 minutes. De ce fait, la qualification pour les playoffs est remise en cause même si tout n'était pas perdu, comme en 2007…
Il y avait cependant 2 énormes différences par rapport à 2007 :
- en 2010, les Giants étaient considérés comme l’une des meilleures équipes de la ligue
- les joueurs de 2010 vont baisser les bras lors des 3 dernières semaines

Et ce qui pouvait être une bonne saison va se transformer en une mauvaise au goût très amer. Beaucoup d’équipes seraient contentes avec 10 victoires et seulement 6 défaites. Cependant, si on analyse ces 6 défaites, on constate que 5 sont totalement imputables aux Giants (la seule défaite nette étant contre les Broncos de Denver). Un peu plus de motivation aurait probablement suffit à transformer une de ces défaites en qualification pour les playoffs (puisqu'alors les Giants auraient gagné leur division).   
C’était effectivement une autre saison décevante…

### Récompenses individuelles
Prix individuel AP de la saison : -
Meilleurs joueurs de la semaine/du mois : -
Sélectionné en équipe All-Pro :
- OG Chris Snee
- DE Justin Tuck

### Records NFL
Lors du match du 3 octobre 2010 en saison réguilière contre les Chicago Bears, les Giants établissent deux records au niveau des sacks :
- Le plus grand nombre de sacks par une équipe en 1 mi-temps : 9 sacks par les Giants
- Le plus grand nombre de sacks en une mi-temps par les deux équipes lors de leur match : 11 sacks (dont 2 par les Bears)

## Les Classements 2010

### Division NFC Est[7]
| Classement de la Division NFC Est - Saison 2010 |    |    |   |      |      |      |          |            |      |
| Équipes                                         | G  | P  | N | Pct  | P.P. | P.C. | Division | Conférence | NFL  |
| Phiadelphia Eagles                              | 10 | 6  | 0 | .625 | 439  | 377  | 4-2      | 7-5        | 10-6 |
| New York Giants                                 | 10 | 6  | 0 | .625 | 404  | 347  | 3-3      | 7-5        | 10-6 |
| Dallas Cowboys                                  | 6  | 10 | 0 | .375 | 394  | 436  | 3-3      | 4-8        | 6-10 |
| Washington Redskins                             | 6  | 10 | 0 | .375 | 303  | 377  | 2-4      | 4-8        | 6-10 |

### Conférence NFC[7]
| Classement final NFC - Saison 2014 | Classement final NFC - Saison 2014 | Classement final NFC - Saison 2014 | Classement final NFC - Saison 2014 | Classement final NFC - Saison 2014 | Classement final NFC - Saison 2014 | Classement final NFC - Saison 2014 | Classement final NFC - Saison 2014 | Classement final NFC - Saison 2014 | Classement final NFC - Saison 2014 | Classement final NFC - Saison 2014 | Classement final NFC - Saison 2014 |
| Rang | Équipes                            | Divisions                          | G                                  | P                                  | N                                  | Pct.                               | Div. (G-P)                         | Conf. (G-P)                        | Pts. Pour                          | Pts. Contre                        | Dif. Pts.                          |
| --- | ---------------------------------- | ---------------------------------- | ---------------------------------- | ---------------------------------- | ---------------------------------- | ---------------------------------- | ---------------------------------- | ---------------------------------- | ---------------------------------- | ---------------------------------- | ---------------------------------- |
| 1 | *yz - Atlanta Falcons              | NCS                                | 13                                 | 3                                  | 0                                  | .813                               | 5-1                                | 10-2                               | 414                                | 288                                | 126                                |
| 2 | yz – Chicago Bears                 | NCN                                | 11                                 | 5                                  | 0                                  | .688                               | 5-1                                | 8-4                                | 334                                | 286                                | 48                                 |
| 3 | w – New-Orleans Saints             | NCS                                | 11                                 | 5                                  | 0                                  | .688                               | 4-2                                | 9-3                                | 384                                | 307                                | 77                                 |
| 4 | y – Philadelphia Eagles            | NCE                                | 10                                 | 6                                  | 0                                  | .625                               | 4-2                                | 7-5                                | 439                                | 377                                | 62                                 |
| 5 | w – Green Bay Packers              | NCN                                | 10                                 | 6                                  | 0                                  | .625                               | 4-2                                | 8-4                                | 388                                | 240                                | 148                                |
| 6 | New York Giants                    | NCE                                | 10                                 | 6                                  | 0                                  | .625                               | 3-3                                | 8-4                                | 394                                | 347                                | 47                                 |
| 7 | Buccaneers Tampa Bay               | NCS                                | 10                                 | 6                                  | 0                                  | .625                               | 3-3                                | 8-4                                | 341                                | 318                                | 23                                 |
| 8 | y - Seattle Seahawks               | NCW                                | 7                                  | 9                                  | 0                                  | .438                               | 4-2                                | 6-6                                | 310                                | 407                                | -97                                |
| 9 | St. Louis Rams                     | NCW                                | 7                                  | 9                                  | 0                                  | .438                               | 3-3                                | 5-7                                | 289                                | 328                                | -39                                |
| 10 | Detroit Lions                      | NCN                                | 6                                  | 10                                 | 0                                  | .375                               | 2-4                                | 5-7                                | 362                                | 369                                | -7                                 |
| 11 | Minnesota Vikings                  | NCN                                | 6                                  | 10                                 | 0                                  | .375                               | 1-5                                | 5-7                                | 281                                | 348                                | -67                                |
| 12 | San Francisco 49ers                | NCW                                | 6                                  | 10                                 | 0                                  | .375                               | 4-2                                | 4-8                                | 305                                | 346                                | -41                                |
| 13 | Dallas Cowboys                     | NCE                                | 6                                  | 10                                 | 0                                  | .375                               | 3-3                                | 4-8                                | 394                                | 436                                | -42                                |
| 14 | Washington Redskins                | NCE                                | 6                                  | 10                                 | 0                                  | .375                               | 2-4                                | 4-8                                | 302                                | 377                                | -75                                |
| 15 | Arizona Cardinals                  | NCW                                | 5                                  | 11                                 | 0                                  | .313                               | 1-5                                | 3-9                                | 289                                | 434                                | -145                               |
| 16 | Carolina Panthers                  | NCS                                | 2                                  | 14                                 | 0                                  | .125                               | 0-6                                | 2-10                               | 196                                | 408                                | -212                               |
| Tie-break |                                    |                                    |                                    |                                    |                                    |                                    |                                    |                                    |                                    |                                    |                                    |
| Lorsque 2 équipes ou plus sont à égalité, les règlements de la NFL précisent que ces équipes sont départagées tout d'abord par leurs statistiques de division et ensuite en comparant le rang de l'équipe restante le plus élevé de chaque division. |                                    |                                    |                                    |                                    |                                    |                                    |                                    |                                    |                                    |                                    |                                    |
| Legendes |                                    |                                    |                                    |                                    |                                    |                                    |                                    |                                    |                                    |                                    |                                    |
| * — Gagne sa division et l'avantage du terrain z - Exempté de wild-card y — Gagnant de division w — Qualifié en wild card |                                    |                                    |                                    |                                    |                                    |                                    |                                    |                                    |                                    |                                    |                                    |

## Liens Externes
- (fr) Big Blue Blog
- (en) Officiel des Giants de New York
- (en) Officiel de la NFL